# Manuel Quimper
Manuel Quimper Benítez del Pino (Lima, 1757 circa – Lima, aprile 1844) è stato un militare, esploratore, cartografo, scrittore e poeta peruviano.
Partecipò alla mappatura dello stretto di Juan de Fuca e delle isole Sandwich alla fine del XVIII secolo. Fu in seguito nominato governatore coloniale del Perù all'inizio delle lotte indipendentiste. Andò in Spagna, ma riuscì a tornare in Perù dove fu ufficiale della marina nella nuova repubblica, coltivando una carriera letteraria a Lima.

## Gioventù
Quimper nacque a Lima da padre francese e madre spagnola. All'età di 13 anni divenne cadetto della marina spagnola, in una compagnia stanziata a Callao, partecipando all'esplorazione di Chiloé. Nell'aprile del 1771, con l'approvazione del viceré del Perù Manuel de Amat y Juniet, fu accettato presso l'Università Nazionale di San Marcos a Lima, dove studiò matematica e nautica laureandosi nel giugno del 1774.
Si conosce poco della sua famiglia. Nel 1792 El Mercurio Peruano, una pubblicazione della Sociedad Académica de Amantes de Lima, pubblicò una lettera che aveva apparentemente scritto ad un fratello di Lima durante la sua permanenza del 1790 presso la Baia di Nootka.

## Carriera navale
Dopo gli studi universitari Quimper fu assegnato alla fregata Áquila per una missione tesa a riaffermare la sovranità spagnola sull'isola di Tahiti nel Pacifico meridionale, e alla fine del 1777 per trasportare la legna da Guayaquil a Callao per la costruzione di navi. Alla fine del 1780 fu promosso tenente ed assegnato al trasporto di cibo da Callao a Talcahuano. Due anni dopo fu mandato a mappare le isole Juan Fernández e, al suo ritorno a Valparaíso ricevette i riconoscimenti per il lavoro svolto. Nel 1786 si imbarcò per una navigazione di quattro mesi verso il porto spagnolo di Cadice. Un mese dopo viene promosso tenente di vascello ricevendo il permesso di lavorare a corte di re Carlo III di Spagna a Madrid per quattro mesi, prima di riprendere il mare per proteggere il golfo di Cadice.
La corte spagnola stava cominciando a preoccuparsi delle incursioni britanniche e dei russe nel Pacifico nord-occidentale. Sette dei migliori ufficiali spagnoli furono mandati a scoprire le intenzioni russe ed inglesi. Tra di loro c'era Quimper ed il suo compagno peruviano Juan Francisco de la Bodega y Quadra, nominato comandante del dipartimento della marina di San Blas. Partirono da Cadice a bordo della San Ramon nel maggio del 1789. Poco dopo l'arrivo a Veracruz i sette furono trasferiti a San Blas.
Nel luglio del 1789 ricevettero notizie dal Pacifico nord-occidentale grazie all'arrivo della Princesa Real, un vascello sequestrato ai britannici presso la Baia di Nootka da Esteban José Martinez. Nel 1788 l'esploratore britannico John Meares creò una stazione di posta a Nootka. Martinez considerò illegale questo insediamento e ne assediò il porto ed alcuni vascelli, tra cui la Princess Royal che rinominò in Princesa Real e mandò a San Blas a disposizione del viceré della Nuova Spagna Juan Vicente de Güemes Padilla Horcasitas y Aguayo. Il viceré voleva evitare altri problemi coi britannici, ed ordinò a Quimper di restituire il vascello.
Il 3 febbraio 1790 una spedizione spagnola partì verso nord da San Blas comandata da Francisco de Eliza. Sulla nave si trovavano i tenenti Francisco Eliza e Salvador Fidalgo, ed il sottotenenete Manuel Quimper. Il loro proposito era quello di fortificare l'insediamento di Nootka, per mappare ulteriormente le acque dello stretto di Juan de Fuca e delle isole San Juan, e di restituire la Princesa Real ai britannici. Dopo molte settimane in mare, la Princesa Real e Quimper giunsero con difficoltà a Nootka, dove ripararono il vascello prima della restituzione. Per tutto il mese di maggio si lavorò sulla Princesa Real senza segno di inglesi. Quimper usò quindi il vascello per effettuare un'esplorazione di due mesi a nord e sud dello stretto di Juan de Fuca.
In giugno e luglio mappò e diede il nome a molti luoghi lungo la costa meridionale dell'isola di Vancouver e di quella settentrionale della Penisola Olimpica. Fu il primo europeo a dire di aver visto Mount Baker, che egli chiamò La Gran Montagna Carmelita. Sulla Penisola Olimpica commerciò ed osservò i nativi che abitavano vicino a Dungeness (che chiamò Bahia de Quimper) e dietro il fiume Elwha, molto simili ai Klallam. Molte delle sue scoperte in quello stretto furono rinominate dal capitano britannico George Vancouver nel 1792. Tra i pochi luoghi che hanno mantenuto un nome spagnolo si trovano Port Angeles, lo stretto di Rosario, la penisola di Quimper e l'isola di Fidalgo.
Quimper tornò a Nootka all'inizio di agosto ma non riuscì ad entrare in porto per molti giorni a causa di una densa nebbia. Partì per la Nuova Spagna arrivando a Monterey il 1º settembre 1790. Qui fu raggiunto da Fidalgo a bordo della San Carlos. Insieme arrivarono a San Blas il 13 novembre 1790. Il viceré Revillagigedo fu sorpreso nel sapere che la Princesa Real era ancora in possesso degli spagnoli. Mandò un messaggio a Madrid raccomandando il ritorno del vascello agli inglesi a Macao, e mandò un resoconto delle esplorazioni di Quimper con nove delle sue mappe. Quimper fu promosso tenente di fregata.
Il 14 febbraio 1791 Quimper salpò a bordo della Princesa Real con l'ordine di mappare le isole Sandwich per poi consegnare la nave al Governatore-Generale delle Filippine Félix Berenguer de Marquina, il quale l'avrebbe consegnata agli inglesi di Macao. Durante l'esplorazione delle isole Sandwich ebbe un incontro duro con James Colnet, comandante britannico di Nootka, il 1º aprile 1791. Colnet chiese spiegazioni a Quimper sul perché la Princesa Real non fosse ancora stata resa, e Quimper gli rivelò il piano che prevedeva la consegna a Macao. Colnet minacciò di assediare la nave, ma quando vide Quimper prepararsi al combattimento si ritirò. Quimper continuò l'esplorazione delle isole Hawaii, Maui e Oahu, ed il 19 aprile 1791 partì per le Filippine.
Quimper giunse alla base navale di Cavite nella baia di Manila il 4 giugno 1791. Consegnò la nave a Vicente Llanos y Valdés, parente del ministro della marina. La Princesa Real fu consegnata a Macao il 12 agosto 1791, ma poco dopo un forte uragano la danneggiò seriamente. L'esploratore spagnolo Alessandro Malaspina tornò a Manila dopo la sua esplorazione delle isole Marianne, e Quimper lo aiutò a mappare le sue scoperte.
Il 21 maggio 1792 a Quimper fu assegnato il comando della fregata San José de las Ánimas e salpò per San Blas, accompagnato dallo schooner Valdés guidato da Cosme Bertadano. I due vascelli si separarono presto a causa di un uragano che obbligò il Valdés a tornare a Manila. Quimper continuò fino a San Blas. LA sua nave era parecchio danneggiata dalle intemperie, e ci vollero sei mesi per arrivare, il 6 novembre 1792. Scoprì che il 16 ottobre gli era stato concesso di sposare Francisca Márquez, e che era stato nominato assistente speciale di Juan Francisco de la Bodega y Quadra, comandante navale di San Blas, malato ma deciso a non ritirarsi finché la situazione interna stava peggiorando e si andava verso la guerra. Mantenne l'incarico fino al febbraio del 1794, quando morì Bordega y Quadra.
Lo stesso Quimper era malato, ma nonostante questo gli fu ordinato nel giugno del 1795 di tornare in Spagna. Mentre aspettava di imbarcarsi a Veracruz fu nominato capitano della corvetta Atrevida, ed utilizzò questa nave per raggiungere Cadice mentre era ancora comandata da Malaspina. Sembra che Quimper non assunse mai il comando della Atrevida perché, mentre si trovava a Cadice, chiese e gli fu concesso il trasferimento a Madrid per problemi personali. Otto mesi dopo fu nominato cavaliere dell'ordine di Calatrava.
Quimper servì ad Algeciras sotto a Bruno de Heceta, esploratore veterano del Pacifico. Chiese subito il governatorato di Guayaquil, ma fu invece messo a capo della flotta navale di Madrid, incarico mantenuto fino al 1802. Fu poi nominato ministro del tesoro a Veracruz, e tornò in America.

### Luoghi a cui diede il nome
- Bahía de Bodega y Quadra (oggi Discovery Bay a 48°03′00″N 122°52′00″W)
- Bahía de Nuñez Gaona (Neah Bay a 48°21′56″N 124°36′56″W)
- Bonilla Point, Columbia Britannica
- Ensenada de Quadra (Maalaea, Maui, Hawaii)
- Ensenada de Quimper (Pearl Harbor, Oahu, Hawaii)
- Ensenada de Ulloa (Kawaihae Bay, Hawaii Island, Hawaii)
- Gonzales Point, Victoria, Columbia Britannica
- Gran Montan de Carmello (Mount Baker a 48°46′00″N 121°48′00″W)
- Jordan River, Columbia Britannica
- stretto di Haro, Columbia Britannica/Washington
- Nuestra Señora de Los Angeles (Port Angeles a 48°07′20″N 123°26′30″W)
- Puerta de Revillagigedo (Sooke a 48°22′55″N 123°43′52″W)
- Puerto de Cordova (Esquimalt a 48°25′50″N 123°24′29″W)
- Puerto de Quimper (Dungeness Bay a 48°09′45″N 123°09′00″W)
- Puerto de San Juan (Port San Juan) a 48°33′31″N 124°23′57″W)
- Punta de San Miguel (Albert Head)
- Punta de Santa Cruz (Dungeness a 48°08′00″N 123°09′00″W)
- Punta de Santo Domingo (William Head)
- Rada de Eliza (Pedder Bay)
- Rada de Solano (Parry Bay)
- Rada de Valdes y Bazan (Royal Roads)
- Sombrio, Columbia Britannica

### Luoghi che prendono il nome da Quimper
- Penisola di Quimper (48°05′N 122°50′W)
- Mount Manuel Quimper (48°25′N 123°40′W)
- Quimper Park, sito commemorativo vicino a Sooke, istituito il 23 giugno 1990 per ricordare il ventesimo anniversario dello sbarco di Quimper
- Quimper Street, Oak Bay, Canada

## Carriera governativa
Manuel Quimper fu nominato nel 1802 ministro del tesoto per supervisionare le spese imperiali a Veracruz. Nel 1805 divenne governatore di Huamanga (in seguito rinominata Ayacucho) nella parte meridionale del suo Perù, ma a causa di un incidente che coinvolse il neo nominato viceré del Perù, José Fernando Abascal y Sousa, divenne invece governatore della regione peruviana di Puno sul lago Titicaca.
Durante il suo mandato da governatore di Puno emerse un movimento indipendentista riguardo al quale Quimper allarmò il viceré Abascal nel luglio del 1809. Le raccolte di documenti di Quimper (scritti, mappe, manoscritti e libri) furono distrutte durante una sollevazione popolare. Fu rimosso da governatore alla fine di gennaio del 1810. Il suo successore, Manuel Antonio Nieto, morì pochi mesi dopo e Quiimper tornò a Puno come governatore nel giugno del 1810.
In seguito alle rivolte del 1814 per l'indipendenza dell'Alto Perù Quimper fu di nuovo nominato governatore di Huamanga nell'agosto 1814. Il viaggio per raggiungere il nuovo posto fu interrotto da una ribellione della regione di Cusco, e fu dirottato sulla città di Arequipa. Da qui, assieme ad altri 250 uomini, andò ad aiutare Puno il 9 dicembre 1814. Dopo aver restaurato l'ordine marciarono sulla sua città natale di Lima. Quimper era ancora a Lima quando il viceré fu sostituito da Joaquin de la Pezuela, che confermò la sua nomina a governatore di Huamanga, e Quimper la raggiunse per assumere l'incarico che mantenne per tre anni prima di tornare in Spagna.

## Ritiro in Spagna
Mentre Quimper si trovava in Spagna, suo figlio colonnello Manuel Quimper stava combattendo in Perù. Servì in Perù finché non fu nominato comandante in capo delle forze spagnole della costa meridionale del Perù il 9 febbraio 1820. Il giovane Manuel Quimper patì una dura sconfitta a Nazca e fu costretto a fuggire sulla costa nell'ottobre del 1820.
Nel frattempo, a Madrid, Quimper riceveva l'onore militare di La Cruz de San Hermenegildo. Quimper iniziò anche a ricevere riconoscimenti per il talento letterario. Nel 1821 l'Imprenta Alvarez pubblicò un suo manoscritto di 180 pagine di poesia décima intitolato Laicas vivacidades de Quimper, antorcha peruana, acaecimientos del Perú en civiles guerras, promovidas por el Reino de Buenos-Ayres, desde el año 1809 hasta el de 1818, che descriveva le sue personali osservazioni sulle guerre civili del Perù tra il 1809 ed il 1818.
Ancora scosso per la perdita dei suoi documenti distrutti a Puno, alla fine del 1821 chiese l'approvazione di José Bustamente, direttore generale della National Armada, per la pubblicazione di un racconto delle sue esperienze a bordo della Atrevida nella baia di Manila trenta anni prima. Apparentemente non ricevette aiuto da Bustamente. Nonostante questo nel 1822 Quimper pubblicò a Madrid il libro Islas Sandwich: Descripción sucinta de este archipiélago, precedentemente pubblicato come El Mercurio Peruano. Nella "Introducción" di questo libro tenta di spiegare se stesso ed il suo ritorno in Spagna, citando il servizio navale in Spagna fin dall'adolescenza, ed il fatto che era minacciato come americano in Spagna, e come spagnolo in Perù.

## Ritorno in Perù
Quimper ci mise molto per tornare alla sua terra natia, e nel febbraio del 1822 si decise. Vi tornò per breve tempo, e si dice che divenne "patriota" peruviano nel 1823. Il governo della repubblica del Perù lo nominò comandante navale nel 1827, e poi capitano. Continuò i suoi propositi letterari scrivendo il poema Poema raro, segmenti del quale furono pubblicati su La Gazeta de Lima. Morì a Lima nell'aprile del 1844.